# Jan Pilecki (lekarz)

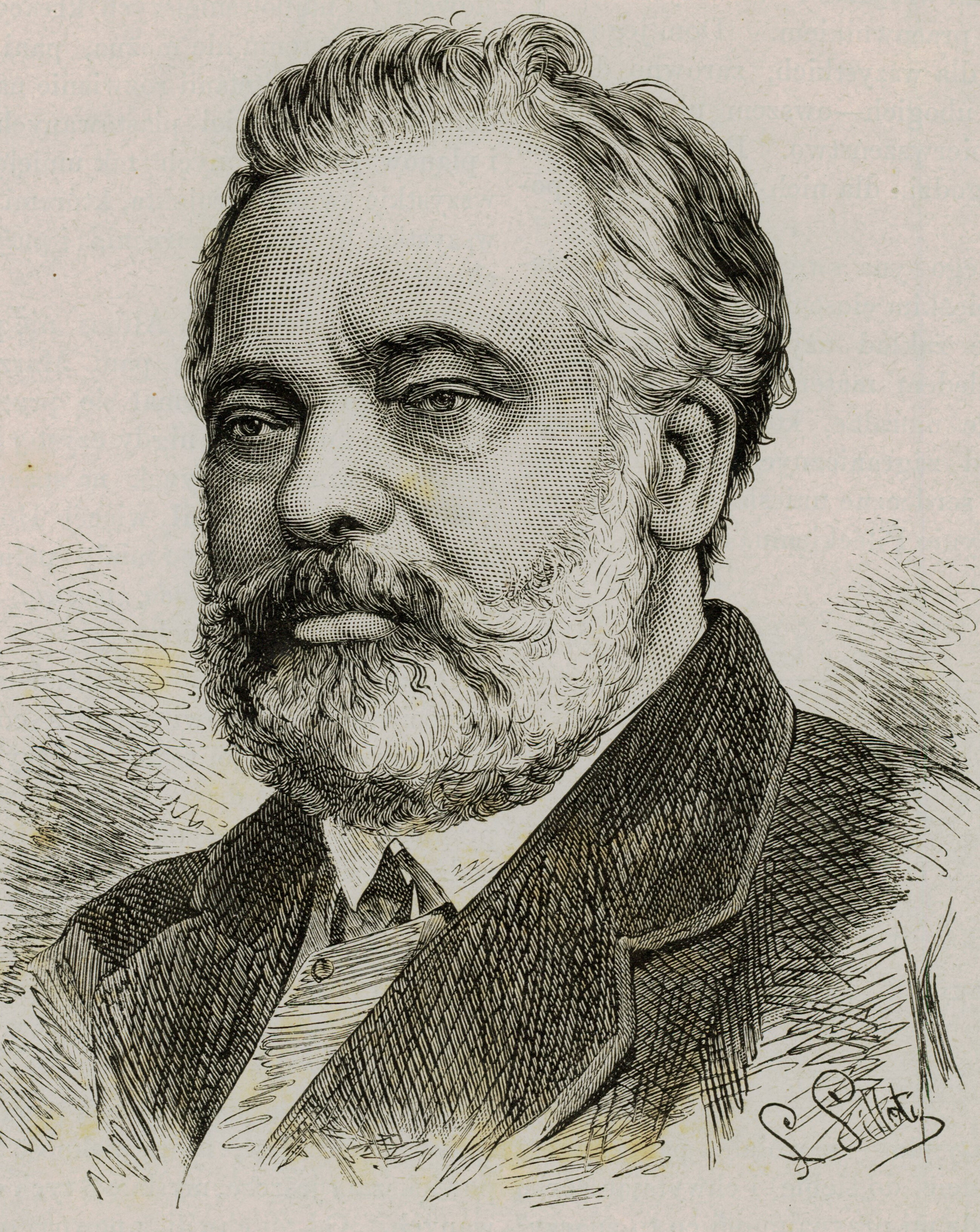
Jan Pilecki, 1878 r.

Jan Pilecki (ur. 19 stycznia 1821 w Wilnie, zm. 24 września 1878 w Druskienikach) – polski lekarz, dziennikarz i działacz społeczny związany z Druskienikami.

## Życiorys
W latach 1834–1837 studiował na Akademii Duchownej, a od 1837 do 1842 w Akademii Medyko-Chirurgicznej. W 1842 osiedlił się w Grodnie. Pracował jako lekarz pomocnik dr. Ksawerego Wolfganga, a od 1845 prowadził samodzielny zakład. W 1846 objął obowiązki lekarza – generalnego inspektora zakładu zdrojowego w Druskienikach.
W 1846 był jednym z inicjatorów budowy murowanego kościoła katolickiego. Z jego inicjatywy na terenie Parku Zdrojowego wzniesiono w 1853 budynek "Foksal", w którym mieściły się sale: koncertowa, taneczna i bilardowa, restauracja oraz biblioteka. Doprowadził do powstania w miejscowości resursy i teatru, którego został dyrektorem, a także katolickiego domu dobroczyności. Pisywał artykuły do licznych czasopism.
Był bliskim przyjacielem Elizy Orzeszkowej. Został pochowany na cmentarzu w Druskienikach.